# La Panthère noire (film, 1977)
Pour plus de détails, voir Fiche technique et Distribution.
La Panthère noire (The Black Panther) est un thriller britannique réalisé par Ian Merrick, sorti en 1977.

## Synopsis
L'histoire vraie du braqueur et meurtrier Donald Neilson qui, dans le milieu des années 1970, choqua l'Angleterre en kidnappant une jeune fille de 17 ans, Lesley Whittle, issue d'une riche famille et qu'il assassina sauvagement. Surnommé "la panthère noire" en raison de sa cagoule noire, cet ancien militaire, tyrannique avec ses proches, braqua méthodiquement plusieurs bureaux de postes se soldant par les meurtres de ses propriétaires. Ennemi public numéro 1, Neilson fut arrêté en 1975 et condamné à la prison à perpétuité.

## Fiche technique
- Titre original : The Black Panther
- Titre français : La Panthère noire
- Réalisation et production : Ian Merrick
- Scénario : Michael Armstrong
- Montage : Teddy Darvas
- Musique : Richard Arnell
- Photographie : Joseph Mangine
- Société de production : Impics Productions
- Société de distribution : Alpha Films
- Pays d'origine :  Royaume-Uni
- Langue originale : anglais
- Format : couleur
- Genre : thriller
- Durée : 102 minutes
- Dates de sortie : 
  -  Royaume-Uni : 26 décembre 1977
  -  France : 13 juillet 2016 (DVD)

Film interdit aux moins de 16 ans

## Distribution
- Donald Sumpter (VF : Mario Santini) : Donald Neilson
- Debbie Farrington : Lesley Whittle
- Marjorie Yates (VF : Nicole Favart) : la femme de Neilson
- Andrew Burt (VF : Joël Martineau) : le frère de Lesley
- David Swift (VF : Jacques Brunet) : le commissaire de police
- Sylvia O'Donnell : la fille de Neilson
- Alison Key : la belle-sœur de Lesley
- Ruth Dunning : la mère de Lesley